# Princess Superstar
Princess Superstar, de son vrai nom Concetta Kirschner, est une artiste américaine née le 25 février 1971 à New York. Elle est MC et platiniste.
Son style de musique, tel qu'elle le décrit, est à mi-chemin entre le hip-hop, le rock et la musique électronique. Elle est membre de l'organisation Mensa.
En 2025, elle entame une tournée en Europe, notamment dans un bistrot de pays en France à NANTON (Saône et Loire) le 21 mai 2025.

## Discographie

### Albums
- 1996 Strictly Platinum (5th Beetle)
- 1997 CEO (A Big Rich Major Label)
- 2000 Last of the Great 20th Century Composers (Corrupt Conglomerate)
- 2001 Princess Superstar Is (Studio !K7/Rapster)
- 2005 My Machine (Studio !K7)
- 2007 The Best of Princess Superstar (Studio !K7)

### EP/singles
- 199x Eat it (Princess Superstar feat Kool Keith aka Dr Octagon))
- 1994 Mitch Better Get My Bunny (cassette EP)
- 1999 Come Up to My Room
- 1999 I Hope I Sell a Lot of Records at Christmastime
- 2001 Wet!Wet!Wet!/Keith N' Me
- 2002 Bad Babysitter (chart position #11 in the UK)
- 2002 Keith N' Me (feat. Kool Keith) (Rerelease)
- 2002 Fuck Me on the Dancefloor (Disco D feat. Princess Superstar, single from his record A Night at the Booty Bar)
- 2003 Do It like a Robot
- 2003 Jam for the Ladies (Moby vs. Princess Superstar, original version on the Moby album 18)
- 2004 Memphis Bells (The Prodigy featuring Princess Superstar)
- 2005 Coochie Cool
- 2005 Perfect
- 2005 My Machine
- 2006 Perfect (Exceeder) (Mason vs. Princess Superstar) (#3 UK, #1 UK Dance Chart, #17 NL)
- 2008 Licky (Larry T featuring Princess Superstar)
- 2009 Sharam Jey & Loulou Players ft. Princess Superstar - Monday Morning
- 2015 M.A.G.I.C. (Hantise feat Princess Superstar)

### Clips vidéo
- 1996 Smooth
- 2002 Bad Babysitter
- 2002 Keith N' Me
- 2003 Jam For The Ladies
- 2005 Perfect
- 2007 Perfect (Exceeder)
- 2008 Licky (Herve Radio edit)

### albums DJ
- 2002 Princess Is a DJ
- 2005 Now Is the Winter of Our Discotheque
- 2005 Now Is the Winter of Our Discotheque Pt. 2
- 2006 Princess Superstar Promo Mix
- 2007 American Gigolo III